# Спитс, Франс
Франс Герхард Спитс (нидерл. Frans Gerhard Spits, 13 июня 1946, Амстердам, Нидерланды) — нидерландский хоккеист (хоккей на траве), нападающий.

## Биография
Франс Спитс родился 13 июня 1946 года в нидерландском городе Амстердам.
Играл в хоккей на траве за «Амстердамсе».
В 1968 году вошёл в состав сборной Нидерландов по хоккею на траве на Олимпийских играх в Мехико, занявшей 5-е место. Играл на позиции нападающего, провёл 8 матчей, забил 1 мяч в ворота сборной Новой Зеландии.
В 1972 году вошёл в состав сборной Нидерландов по хоккею на траве на Олимпийских играх в Мехико, занявшей 4-е место. Играл на позиции полузащитника, провёл 9 матчей, забил 2 мяча (по одному в ворота сборных Кении и Мексики).
По окончании игровой карьеры стал тренером. В 1986 году возглавил сборную Нидерландов по хоккею на траве. В 1987 году привёл её к золотым медалям чемпионата Европы в Москве и серебряным медалям Трофея чемпионов в Амстелвене.

## Семья
Старший брат Франса Спитса Нико Спитс (род. 1943) также играл за сборную Нидерландов по хоккею на траве, в 1964 и 1972 годах участвовал в летних Олимпийских играх в Токио и Мюнхене, в 1973 году стал чемпионом мира.